# Ненадиха
Нена́диха (укр. Ненадиха) — село, входит в Белоцерковский район Киевской области Украины.
Население по переписи 2001 года составляло 779 человек. Почтовый индекс — 09843. Телефонный код — 4560. Занимает площадь 2,9 км². Код КОАТУУ — 3224684801.

## Галерея

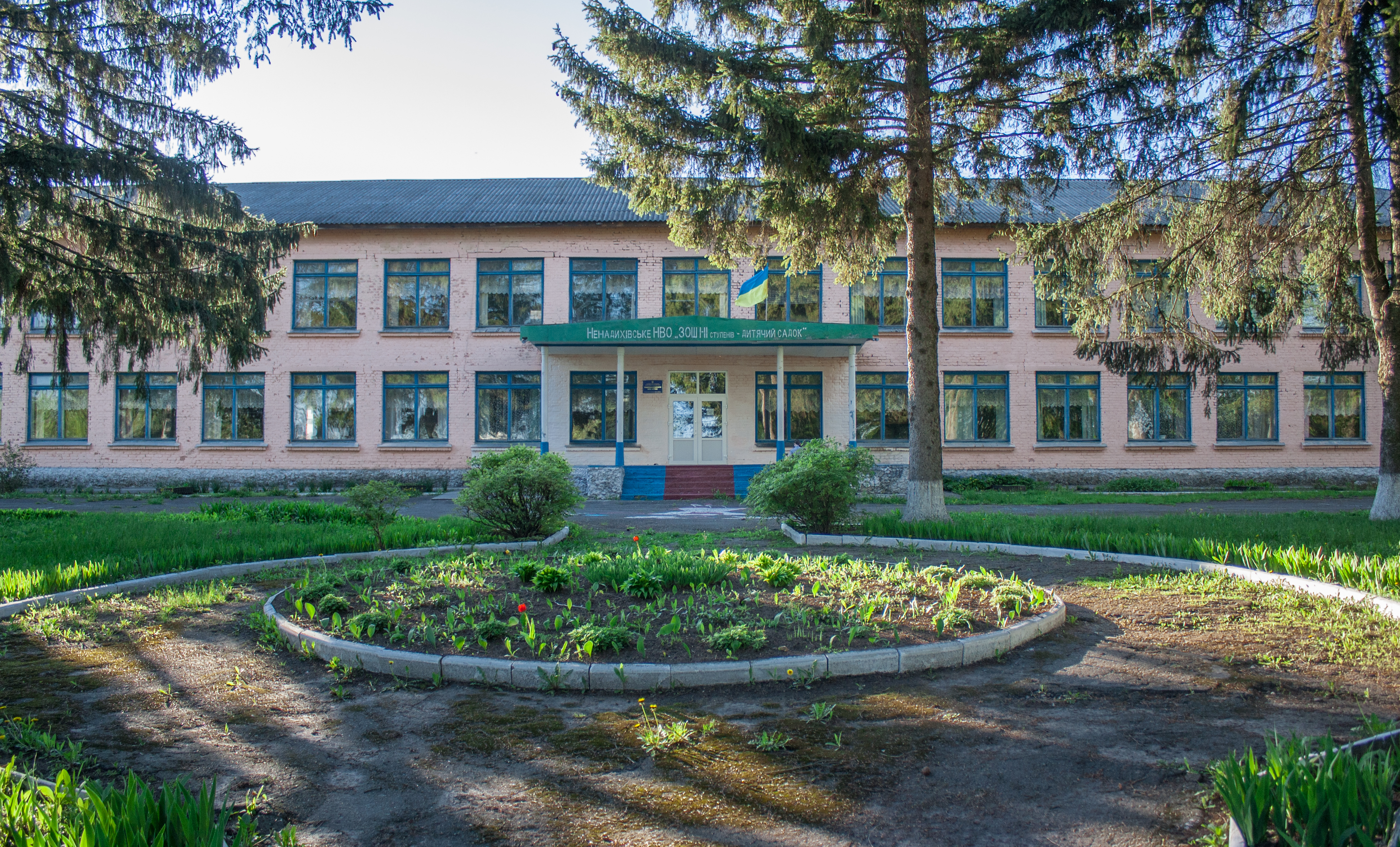
Школа
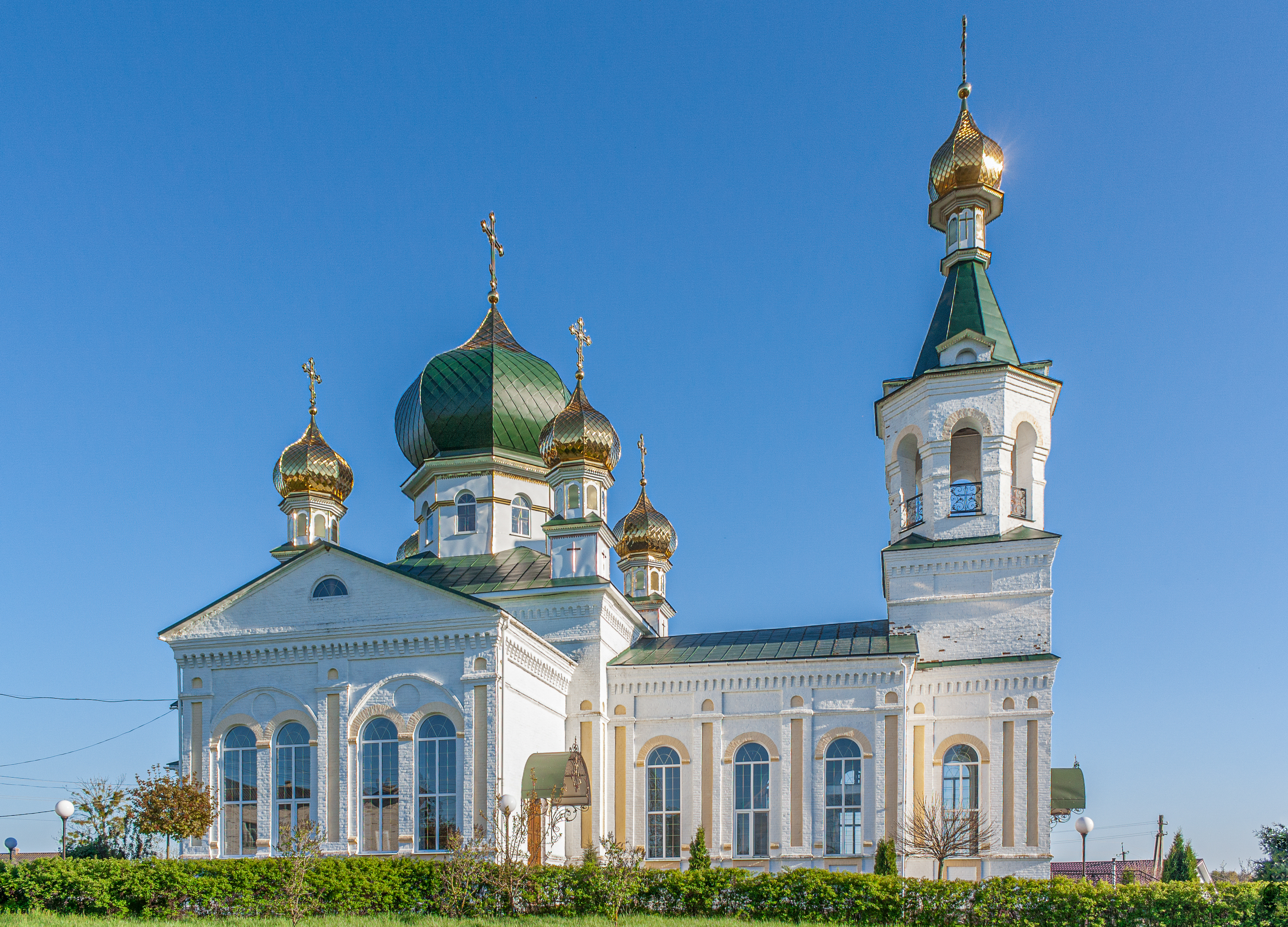
Церковь Святых Иоакима и Анны (1912 г.)
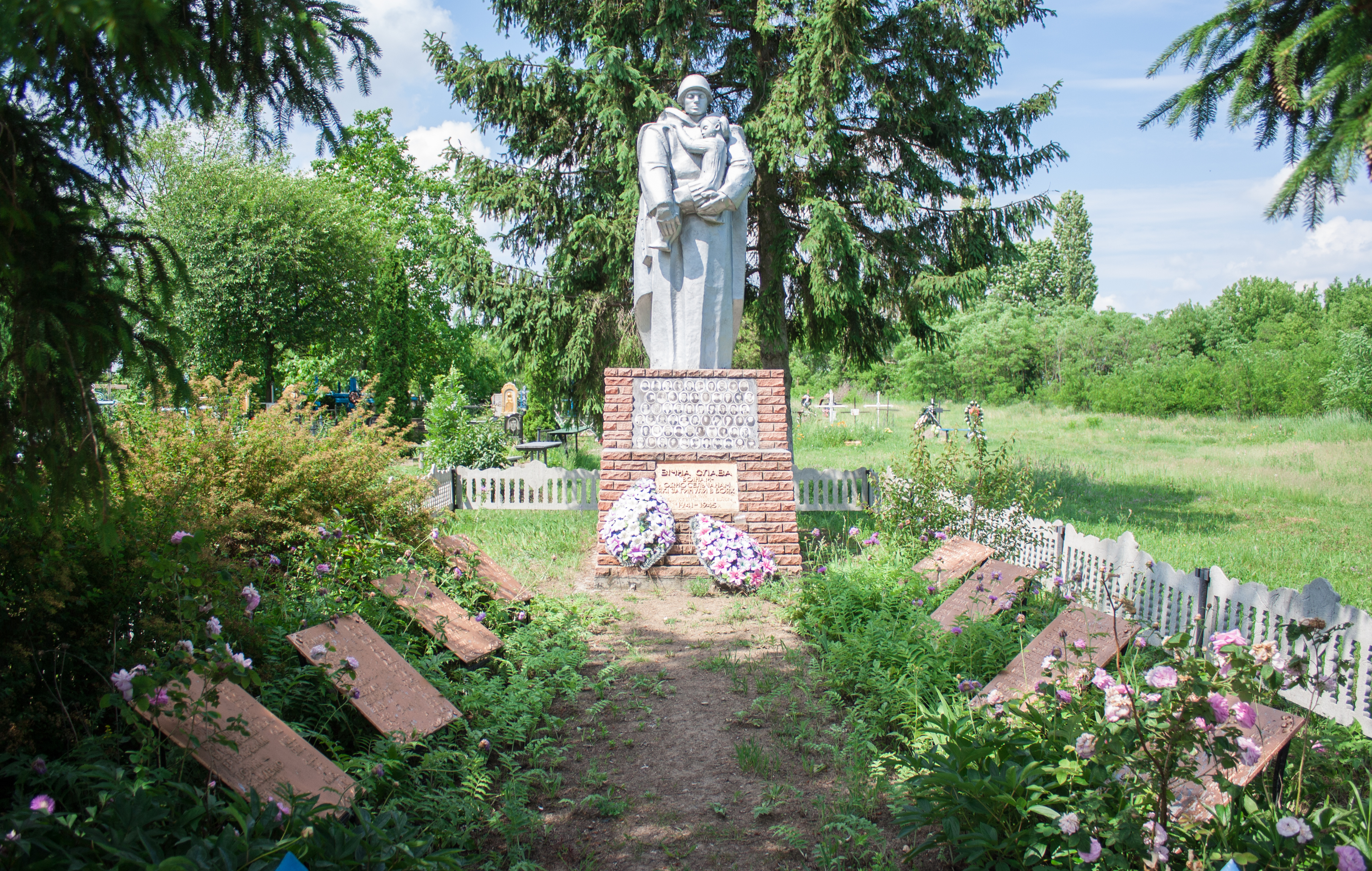
Памятник воинам-односельчанам